# (38284) 1999 RD60
1999 RD60 (asteroide 38284) é um asteroide da cintura principal. Possui uma excentricidade de 0.08507250 e uma inclinação de 6.52773º.
Este asteroide foi descoberto no dia 7 de setembro de 1999 por LINEAR em Socorro.